# 厳島神社 (下関市)
嚴島神社（いつくしまじんじゃ）は、山口県下関市上新地町にある神社である。

## 祭神
宗像三神（いわゆる「厳島三神」）として以下の三つの神を祀る。
- 市杵島姫命（いつきしまひめのみこと）
- 田心姫命（たごりひめのみこと）
- 湍津姫命（たぎつひめのみこと）

## 由緒
「嚴島神社記録帳」によると、治承・寿永の乱（いわゆる「源平合戦」）の時代、平家の守護神として安芸国の嚴島神社の分霊を安徳天皇が乗る御座船にまつっていたが、壇ノ浦の戦い後磯辺に放棄されていたという。その後、地元住民に「吾は嚴島姫の神也、早く祭るべし、かしこの磐之上にあり」との神託が下された。住民は不思議に想いながらそこに行って見ると、磯辺に御鏡太刀様の物を見つけた。文治元年（1185年）住民たちは社殿を建立し、安芸国厳島神社より分霊をあらためて勧請した。元禄17年（1704年）社殿を再建し、天明7年（1787年）拝殿を修建した。明治7年（1874年）郷社に列した。

## 高杉晋作との関係
高杉晋作は、1866年（慶応2年）の四境戦争（長州征伐）に挑むに当たり、当神社において戦勝祈願を行ったといわれている。
小倉口の戦いでは、長州軍は奇兵隊・報国隊の2隊を先鋒とし戦い、同年8月1日（1866年8月29日）、幕軍総帥小笠原壱岐守が小倉城を脱出した。その際、小倉藩は自ら城に火を放って敗走したが、攻め入った長州軍は余燼の中から、この太鼓を持ち帰り、高杉晋作が戦勝祈願を行った嚴島神社に大御神へのお礼として奉納したという。
この太鼓は現在も本神社にて見ることが出来る。

## 行事
| - 毎月1日、15日 月次祭 - 1月1日 元旦祭 - 1月3日 元始祭 - 2月3日 節分祭 - 2月11日 紀元祭 - 2月17日 祈年祭 - 春分の日 祖霊祭 - 6月30日 大祓式 | - 7月第3土日曜日 夏越祭 - 9月第1土曜日 太鼓祭 - 秋分の日 祖霊祭 - 10月第3土日曜日 秋季例大祭 - 11月3日 文化祭 - 11月15日 七五三 - 11月23日 新嘗祭 - 12月31日 大祓式 |

## その他
1992年（平成4年）6月17日未明、浮浪者の放火により社殿を全焼するという被害に見舞われている。その後、第一期工事として2001年（平成13年）5月に本殿が再建、第二期工事として2007年（平成19年）4月に拝殿・瑞垣・翼舎が再建されている。

## 境内末社
- 貴船神社

## 画像

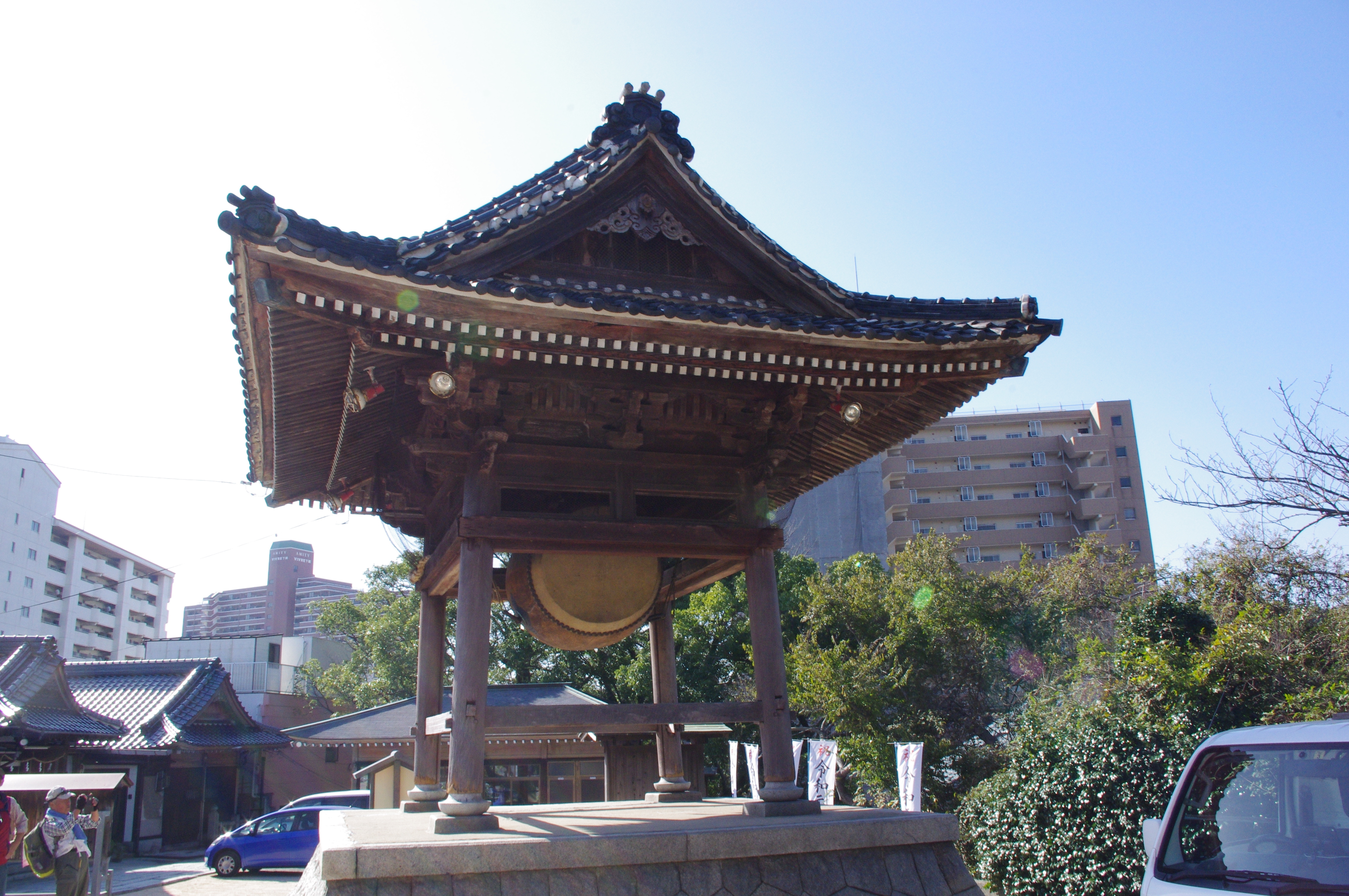
境内にある太鼓（1）
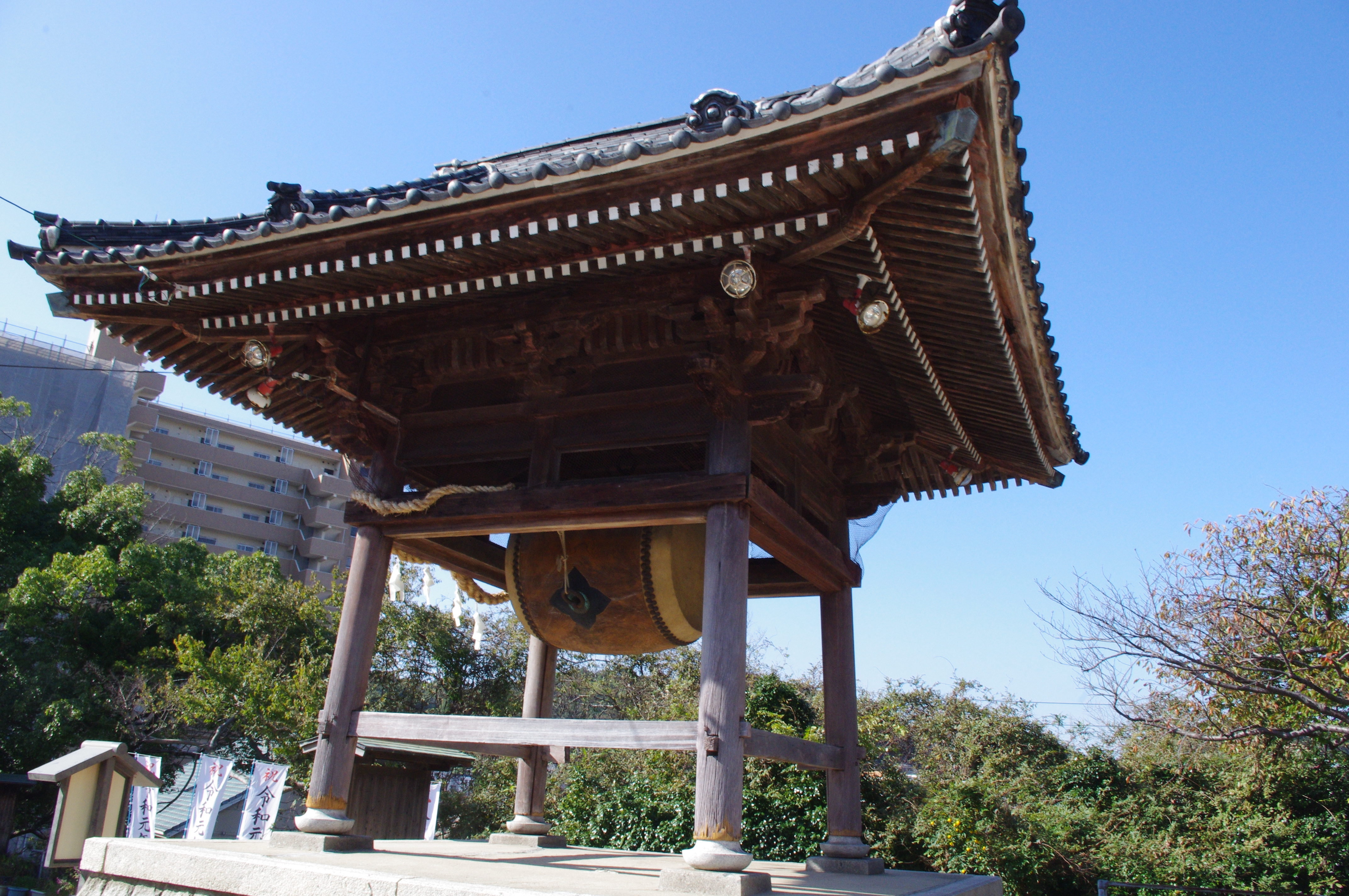
境内にある太鼓（2）

## 交通アクセス
JR西日本下関駅からサンデン交通のバスに乗車。 「厳島神社前」バス停から徒歩で1分